# Lijst van beschermd erfgoed in Fauvillers
Onderstaande tabel geeft een overzicht van de beschermde erfgoederen in de gemeente Fauvillers. Het beschermd erfgoed maakt deel uit van het cultureel erfgoed in België.
| Object                                                  | Bouwjaar/architect | Deelgemeente | Adres | Coördinaten                  | Nummer?                | Afbeelding |
| ------------------------------------------------------- | ------------------ | ------------ | ----- | ---------------------------- | ---------------------- | ---------- |
| Site van "In der Laach unter dem Mulenbusch Leiteischt" |                    |              |       | 49° 51' 39" NB, 5° 45' 9" OL | 82009-CLT-0001-01 Info |            |